# Reinhard von Baczko
Friedrich Reinhard von Baczko (* 2. Mai 1830 in Posen; † 20. Oktober 1913 in Darmstadt) war ein preußischer Generalmajor.

## Leben

### Familie
Reinhard war ein Sohn des preußischen Leutnants Gustav von Baczko (1800–1841) und dessen Ehefrau Emma, geborene Perdisch (1807–1893).

### Militärkarriere
Baczko besuchte die Kadettenhäuser in Bensberg und Berlin. Anschließend wurde er am 1. April 1848 als Portepeefähnrich dem 18. Infanterie-Regiment der Preußischen Armee überwiesen, nahm im selben Jahr an der Niederschlagung des Aufstandes in Posen teil und avancierte Ende Mai 1848 zum Sekondeleutnant. Nach einer zweijährigen Kommandierung zum 5. kombinierten Reservebataillon war Baczko von Mitte Dezember 1854 bis Ende September 1858 Adjutant des II. Bataillons. Als Premierleutnant wurde er am 1. Juli 1860 in das neu formierte 3. Posensche Infanterie-Regiment Nr. 58 versetzt und steig Mitte November 1860 zum Regimentsadjutanten auf. Unter Beförderung zum Hauptmann wurde Baczko am 8. Dezember 1861 Kompaniechef. In dieser Eigenschaft nahm er 1866 während des Krieges gegen Österreich an den Kämpfen bei Nachod, Schweinschädel und Königgrätz teil, wurde bei Skalitz leicht verwundet und nach dem Friedensschluss mit dem Roten Adlerorden IV. Klasse mit Schwertern ausgezeichnet.

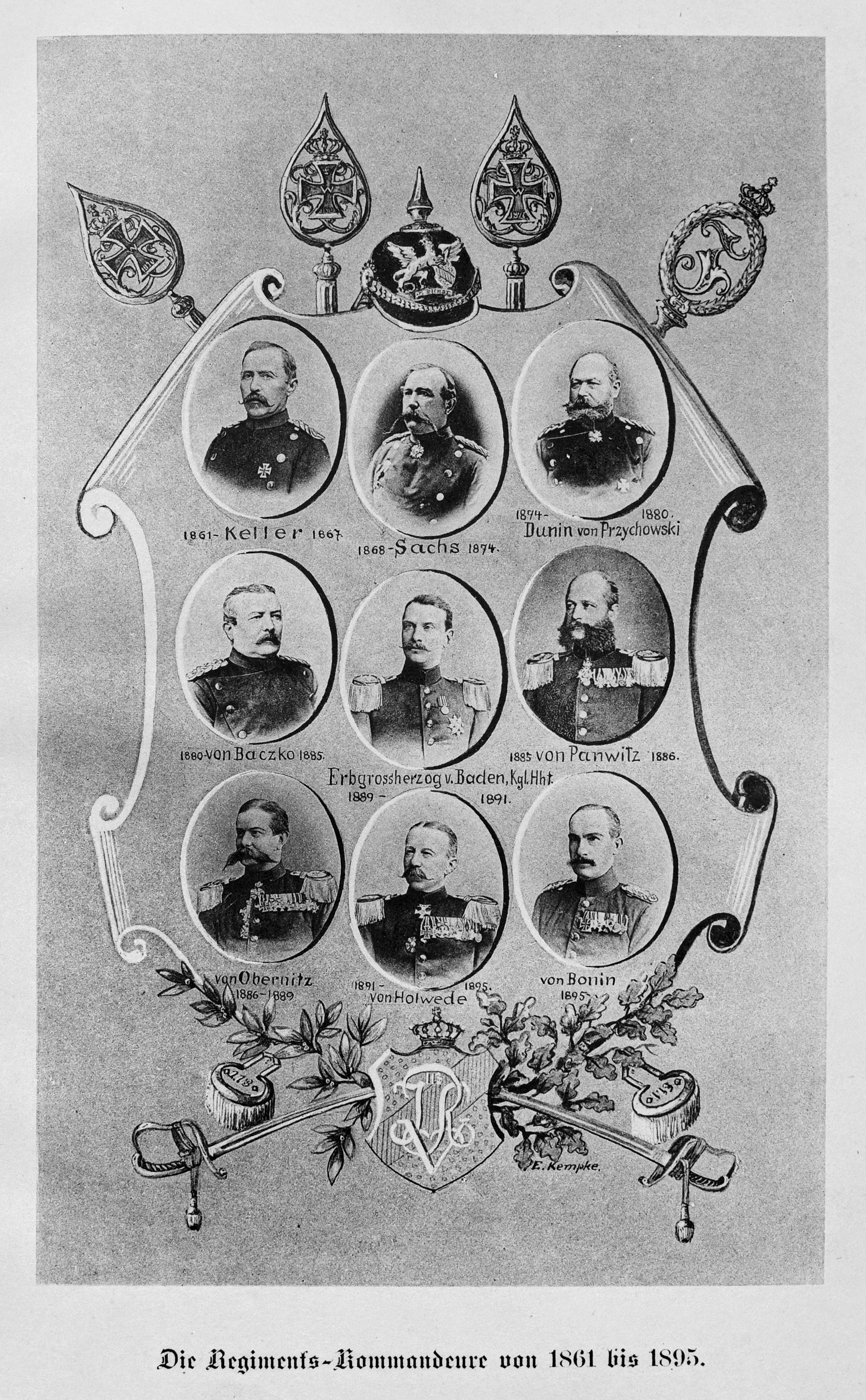
Oberst Reinhard von Baczko als vierter Kommandeur des 5. Badischen Infanterie-Regiments Nr. 113

Mit der Mobilmachung anlässlich des Krieges gegen Frankreich wurde Baczko im Juli 1870 Kommandeur des I. Bataillons im 2. kombinierten Landwehr-Regiment in Neutomischel. Er führte dieses Bataillon in Frankreich bei der Belagerung von Metz, in der Schlacht von Noisseville sowie einer Reihe weiterer Gefechte. Ausgezeichnet mit dem Eisernen Kreuz II. Klasse folgte Mitte August 1872 seine Ernennung zum Kommandeur des II. Bataillons im 3. Posenschen Infanterie-Regiment Nr. 58. Baczko avancierte im März 1876 zum Oberstleutnant und wurde am 3. Februar 1880 unter Stellung à la suite zunächst mit der Führung des 5. Badischen Infanterie-Regiments Nr. 113 in Freiburg im Breisgau beauftragt. Am 13. Mai 1880 zum Regimentskommandeur ernannt, wurde er Mitte September 1880 zum Oberst befördert und fünf Jahre später mit dem Kronenorden II. Klasse ausgezeichnet. Unter Stellung à la suite des Regiments beauftragte man ihn dann am 15. Oktober 1885 mit der Führung der 43. Infanterie-Brigade in Kassel und ernannte Baczko am 12. November 1885 mit der Beförderung zum Generalmajor zum Brigadekommandeur. In dieser Stellung erhielt er im Januar 1888 anlässlich des Ordensfestes den Roten Adlerorden II. Klasse mit Eichenlaub und Schwertern am Ringe, bevor Baczko am 14. Februar 1888 mit der gesetzlichen Pension zur Disposition gestellt wurde.
Er verstarb an einem Herzschlag in Darmstadt.

### Familie
Baczko hatte sich am 8. November 1864 in Liegnitz mit Johanna Marx (1836–1905), der Tochter des Hofrates Franz Marx verheiratet. Aus der Ehe gingen die Tochter Martha (* 1865) und die beiden Söhne Walter (* 1867) und Eberhard (1873–1876) hervor.